# 광주MBC 라디오 동의보감
광주MBC 라디오 동의보감은 광주MBC 표준FM(중파 819㎑, 표준FM 93.9㎒)에서 평일 오전 8시 30분부터 8시 35분까지 방송했던 한의학 전문 라디오 프로그램이다.
| 광주MBC 표준FM  |                         |                  |
| 이전            | 광주MBC 라디오 동의보감 | 다음             |
| MBC 뉴스의 광장 | 광주MBC 라디오 동의보감 | 손에 잡히는 경제 |
|                 |                         |                  |
|                 |                         |                  |